# Christiane Akoua Ekué
Christiane Tchotcho Akoua Ekué (sinh năm 1954) là một nhà văn và nhà xuất bản Togo viết bằng tiếng Pháp.

## Đời sống
Ekué là con gái của một kế toán viên và một giáo viên, bà được sinh ra ở Lomé vào năm 1954. Gia đình bà nói Mina ở nhà. Bà theo học tại Lomé nơi mẹ bà là hiệu trưởng, tiếp tục học tiếp ở Beaune ở Pháp, ở Togo và ở Saarbrücken, Đức. Sau khi hoàn thành việc học của mình, bà làm biên tập viên bản sao cho nhà xuất bản Togo Nouvelles Editions Victaines; Năm 1989, bà viết cuốn tiểu thuyết đầu tiên kể về câu chuyện của một tiểu thuyết gia khác bị đánh cắp bản thảo. Năm 1992, Ekué trở thành trợ lý nhà xuất bản  và sau đó trở thành giám đốc cho công ty. Năm 2005, bà đã tạo ra nhà xuất bản Graines de Pensée ở Lomé.

## Tác phẩm được chọn[1]
- Le Crime de la rue des notables, tiểu thuyết (1989)
- Partir en France, tường thuật (1996)